# Войтковиці-Дади
Войтковиці-Дади (пол. Wojtkowice-Dady) — село в Польщі, у гміні Цехановець Високомазовецького повіту Підляського воєводства.
Населення — 57 осіб (2011).
У 1975-1998 роках село належало до Ломжинського воєводства.

## Демографія
Демографічна структура станом на 31 березня 2011 року:
|          | Загалом | Допрацездатний вік | Працездатний вік | Постпрацездатний вік |
| -------- | ------- | ------------------ | ---------------- | -------------------- |
| Чоловіки | 32      | 7                  | 20               | 5                    |
| Жінки    | 25      | 6                  | 10               | 9                    |
| Разом    | 57      | 13                 | 30               | 14                   |